# Spalovac mrtvol
Spalovač mrtvol (El crematori) és una pel·lícula txecoslovaca de terror i humor negre de 1968, dirigida per Juraj Herz i basada en la novel·la homònima de Ladislav Fuks. El film és una història de terror psicològic sobre un pertorbat treballador d'un crematori que es deixa manipular per la propaganda nazi fins a esdevenir un complet desequilibrat mental que assassinarà a la seva família per tal d'"alliberar-los" del patiment i angoixa terrenal.

## Argument
Karel Kopfrkingl (Rudolf Hrušínský) és un empleat d'un crematori, molt orgullós del seu treball i amb una obsessió fixa per la mort i el budisme, una religió els valors de la qual tergiversa tot convertint la mort en una finalitat mateixa, l'única capaç d'alliberar a les persones del patiment i l'angoixa terrenal. Aquesta fixació seva s‘anirà degenerant a mesura que entra en contacte amb el nazisme i a poc a poc s'anirà accentuant fins al punt que Karel esdevé un perillós psicòpata.
Al principi de la història, quan la idea de la mort persegueix ja a Karel però no ha degenerat encara en una malaltia mental, Karel va sovint a visitar a Bettleheim, un metge jueu, per tal que li fagi controls de sang. L'excusa que utilitza Karel per tals revisions periòdiques és el risc d'infecció que suposa el seu treball, de permanent contacte amb difunts. Això no obstant, el motiu real és que Karel té por d'haver-se encomanat alguna malaltia de transmissió sexual al freqüentar regularment un prostíbul. Fet que amaga, per descomptat, a la seva muller i dos fills.

Imatge de Karel Kopfrkingl i la seva família.

En aquest punt de la història les idees del nazisme no han penetrat encara en la seva ment i els controls sanguinis no tenen res a veure amb la puresa de sang pregonada pel règim nazi ni Karel té cap mena d'animadversió pel metge jueu. De fet, en el seu primer contacte amb els nazis, Karel nega tenir cap antecedent alemany a la seva família, la qual afirma ser 100% txeca i no parla altra llengua que el txec.
Ens trobem no obstant als anys 1930, quan la presència alemanya a Txecoslovàquia va en augment i es parla ja d'una possible invasió. És en aquest context que Karel entén com li poden ser de gran profit els alemanys, els quals veuen alhora a Karel com un excel·lent tècnic que pot fet un gran servei al seu projecte d'extermini jueu mitjançant l'ús de crematoris. Karel, dels alemanys, espera extreure‘n poder, dones i, per damunt de tot, la possibilitat d'alliberar l‘ànima a milions de persones, una missió divina per la qual ell se sent l'elegit per dur a terme. Arribats a cert punt, Karel tindrà fins i tot visions del Dalai Lama, el seu alter-ego (interpretat pel mateix Rudolf Hrušínský), que el ve a visitar i, de fet, qui és la seva reencarnació.
Els nazis convenen a Karel que la seva esposa és jueva i els seus dos fills tenen la sang impura, i suggereixen que es desprengui d'ells. És així com Karel es decideix a matar primer la seva muller, a qui penjarà al lavabo en una grotesca escena que transcorre pacíficament i sense acció: la submisa muller segueix tan sols les ordres del marit i gairebé es penja sola.
La pròxima víctima serà el seu fill, a qui matarà al crematori amb l'ús d'una barra de ferro. Exactament el mateix destí li esperarà a la seva filla. Això no obstant, ella aconsegueix escapar-se en el darrer moment degut a l'arribada dels nazis que busquen a Karel. Ell, que ja no toca de peus ni terra i ha perdut tota noció de la realitat, els confon amb una comitiva celestial de monjos tibetans que venen a buscar-lo per tal que executi la missió divina per la qual ha estat elegit: l'alliberament d'ànimes.

## Repartiment
- Rudolf Hrušínský: Karel Kopfrkingl
- Vlasta Chramostová: Lakmé; Dagmar
- Jana Stehnová: Zina, filla de Karel Kopfrkingl
- Miloš Vognič: Mili, fill de Karel Kopfrkingl
- Zora Božinová: Erna Reinkeová
- Ilja Prachař: Walter Reinke
- Eduard Kohout: doctor Bettleheim
- Míla Myslíková: dona amb barret
- Vladimír Menšík: marit de la senyora amb barret
- Jiří Menzel: Dvořák, empleat del crematori
- Jiří Lír: Strauss, empleat del crematori

## Contextualització històrica
La història del film té lloc als anys 1930, al poble on habita Karel Kopfkingl, empleat del crematori municipal. En aquesta època l'Acord de Múnic pel qual Alemanya s'annexionarà una part de Txecoslovàquia el 1938 no ha tingut lloc encara. Això no obstant, la presència d'alemanys és cada cop més notable i el debat sobre una imminent ocupació ja està a l'ordre del dia.
Malgrat tot, no es tracta de cap film polític sinó que la història combina elements de comèdia negra amb gènere de terror. Ha estat llargament discutit si la pel·lícula i Juraj Herz mateix formen part de la Nova Ona Txecoslovaca o no, sense ser el resultat clar. A nivell històric Spalovač mrtvol és produïda el 1968 i estrenada el 1969, ja a les acaballes de la Nova Ona Txecoslovaca, i la pel·lícula no és de contingut polític, com ho solen ser sovint els films integrants de la Nova Ona Txecoslovaca. Herz, a més, és un director que no s'ha format a la FAMU (l'Acadèmia de cinema i televisió) de Praga. Aquest serien alguns arguments per deixar a Herz al marge del moviment cinematogràfic txec. Per altra banda, Herz col·labora al llarg de la seva carrera amb directors que sí que formen part de la Nova Ona Txecoslovaca.Spalovač mrtvol n'és un clar exemple amb la participació del reconegut director Jiří Menzel, que en aquesta ocasió interpreta el paper de Dvořák, un empleat del crematori. La pel·lícula, malgrat no ser considerada de gènere estrictament polític, conté suficients elements polítics perquè fos prohibida poc després de la seva inauguració l'any 1969. No va ser fins a la caiguda del règim comunista, després de la Revolució de Vellut, que la prohibició del film va ser cancel·lada.
La pel·lícula ha estat en tot cas catalogada com una seguidora del cinema expressionista alemany.

## Premis
- Premi a la Millor cinematografia al Festival Internacional de Cinema de Catalunya de 1972, atorgat a Stanislav Milota.